# Gösta Liljeström
Rolf Gösta Karl Liljeström, född 29 april 1915 i Stockholm, död 7 juli 1968 i Göteborg, var en svensk målare.
Gösta Liljeström utbildades i bland annat Köpenhamn, där han hade Aksel Jørgensen och Elof Risebye som lärare, i Frankrike för Marcel Gromaire och Othon Friesz samt i Belgien. Första utställningen på Modern konst i hemmiljö i Stockholm 1946. Han har bland annat målat de tre freskerna Barndomens hav, Sommarhavet och Vinterhavet i Sjömanskyrkan i Göteborg invigda den 26 november 1957 och två fresker, Romsvit, i Folkets hus i Göteborg, 1956, samt en tredimensionell målning i Folkets hus kongressal, 60 m² stor, som idag är nedmonterad sedan länge. Andra större verk är en väggmålning i Insjöns nya folkskola, 1953, en triptyk i Våmhus kyrka i Dalarna , och tre fresker på Lackarebäckshemmet i Mölndal. 
Liljeström ställde ut på många orter i Sverige, exempelvis Stockholm 1946 och 1949, Göteborg 1947 och 1949, Mora 1949 samt Falun 1949 och 1952. I Italien hade han bland annat en separatutställning på Palazzo Serbelloni i maj 1966 och var då inbjuden av Milano stad. Den senaste utställningen med delar av hans produktion var 11 juni - 20 juli 2005 i Sjömanskyrkan i Göteborg. 
Hans föräldrar var matematikprofessorn Alfred Liljeström och Edith Nyström, dotter till professor Alfred Nyström. Gösta Liljeströms kusin Stig Ramel skriver i  Pojken i dörren om sina möten med honom: "Samvaron med Gösta blev ett veritabelt sommaruniversitet för mig."
Han var från 1947 gift med konstnären Renata Wrede (1923–1998) och under perioden 1959–1967 med konstvetaren Maj-Brit Wadell (född 1931).
Gösta Liljeström avled efter en trafikolycka 1968 när han arbetade med en retrospektiv utställning för Länsmuseet i Jönköping. Han hade då sin ateljé på herrgården i Norra Sandsjö i Småland. Konstnären är begravd på Västra kyrkogården i Göteborg.